# 마사 겔혼
마사 엘리스 겔혼(Martha Ellis Gellhorn, 1908년 11월 8일~1998년 2월 15일)은 미국의 소설가, 여행 작가이자 언론인이다. 겔혼은 60여 년의 활동 기간 동안 전세계에서 일어난 거의 모든 사건 현장에 대해 보도하였고, 20세기 최고의 종군 기자로 꼽히는 인물 중 하나이다. 또한 1940년부터 1945년까지 소설가 어니스트 헤밍웨이의 세 번째 부인이기도 하였다. 겔혼은 1998년 향년 89세의 나이로 자살로 삶을 마감하였으며, 사후 그의 이름을 따 마사 겔혼 언론상이 만들어졌다.

## 어린 시절
겔혼은 1908년 11월 8일 미주리주 세인트루이스에서 여성 참정권 운동가인 에드나 피셸 겔혼(Edna Fischel Gellhorn)과 독일 태생의 여성의학과 의사 조지 겔혼(George Gellhorn) 사이에서 태어났다. 겔혼의 아버지와 외할아버지는 유대인이었고, 외할머니는 개신교 집안 출신이었다. 오빠인 월터 겔혼(Walter Gellhorn)은 컬럼비아 대학교의 법학 교수가 되었고, 남동생 알프레드 겔혼(Alfred Gellhorn)은 종양학자로 펜실베니아 대학교 의과대학 학장을 지내었다.

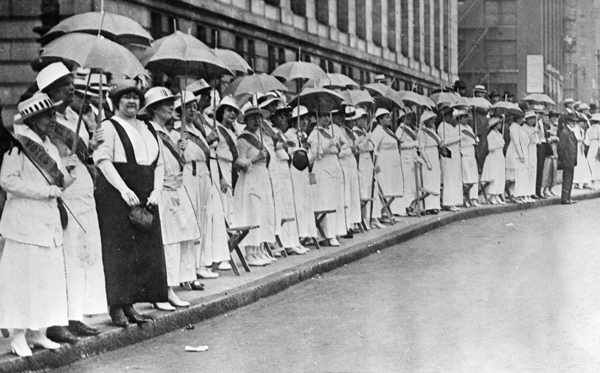
골든 레인.

겔혼은 7살 때 1916년 세인트루이스의 민주당 전당대회에서 열린 여성 참정권 쟁취를 위한 집회인 ‘골든 레인’(The Golden Lane)에 참가하였다. 노란 띠를 두르고 노란 양산을 든 여성들이 세인트루이스 콜리시엄으로 이어지는 길 양쪽에 줄을 선채 모여들었다. 당시 미술관 앞에는 각 주를 상징하는 조형물이 있었는데, 이들은 여성 참정권을 부여하여 않은 주에는 검은색 장식을 둘러 표시하였다. 줄 제일 앞쪽에는 미래의 유권자를 대표하기 위해 겔혼과 또 다른 소녀인 메리 타우시그(Mary Taussig)가 서 있었다.
1926년에는 세인트루이스의 존 버로스 학교를 졸업하고 필라델피아 외곽에 위치한 브린마 칼리지에 입학하였다. 이듬해 겔혼은 언론가로서의 경력을 쌓고자 졸업을 포기하고 학교를 떠났다. 그의 첫 번째 기사는 《뉴 리퍼블릭》지에 실렸다. 1930년 겔혼은 외신 특파원이 되기로 결심하고 2년간 프랑스에 머무르며 합동통신(United Press)의 파리 지부에서 근무하였다. 그러나 통신사 관계자의 성희롱을 신고한 후 해고를 당하게 된다. 이후 수년 간은 유럽을 여행하며 파리와 세인트루이스의 신문에 글을 기고하였으며, 《보그》지에는 패션에 관해 취재하였다. 겔혼은 평화주의 운동에 적극적으로 참여하였는데, 1934년 발간한 소설 《미친 추구》(What Mad Pursuit)에서 자신의 경험을 묘사하였다.
1932년 미국으로 돌아온 겔혼은 영부인 엘리너 루스벨트와의 인연을 통해 만난 해리 홉킨스의 밑에서 일하게 된다. 루스벨트 부부는 겔혼을 백악관에 초대하였고, 겔혼은 엘리너의 서신 작성과 잡지 《우먼스 홈 컴패니언》(Woman's Home Companion)의 칼럼 ‘나의 하루’(My Day)를 쓰는 것을 도우며 저녁 시간을 보내었다. 겔혼은 대공황을 끝내기 위해 프랭클린 D. 루즈벨트가 만든 연방긴급구제국(FERA; Federal Emergency Relief Administration)의 현장 조사관으로 근무하였다. 겔혼은 미국 전역을 돌아다니며 대공황이 미국에 어떤 영향을 미치고 있는지에 대해 보고하였다. 처음에는 노스캐롤라이나주 개스토니아로 파견되었으며, 이후 사진 작가 도로시아 랭과 함께 굶주린 노숙인들의 일상을 기록하는 작업에 참여하였다. 이들이 써낸 보고서는 대공황에 대한 연방 정부의 공식 자료로 활용되었다. 이러한 활동을 통해 둘은 1930년대 여성들은 쉽게 접근할 수 없었던 주제에 대해 자세히 조사할 수 있었다. 겔혼은 자신의 연구를 바탕으로 단편 모음집인 《내가 본 문제》(The Trouble I've Seen, 1936)를 집필하였다. 아이다호에서 FERA 업무를 수행하던 겔혼은 부패한 상사의 관심을 끌기 위해 다른 직원들을 설득하여 사무실의 유리창을 깨뜨리도록 하였고, 이로 인하여 FERA에서 해고되었다.

## 전쟁과 헤밍웨이와의 결혼

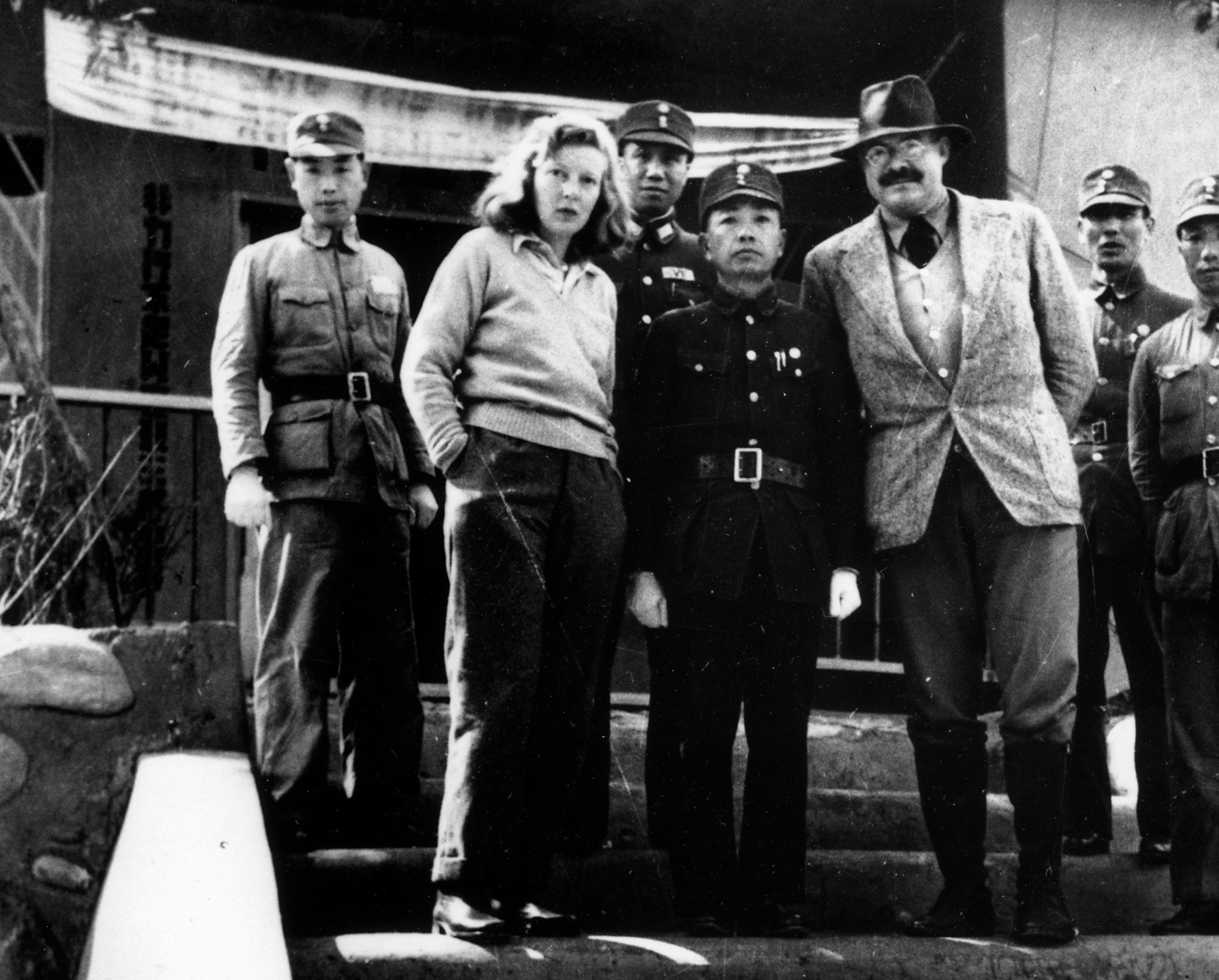
남편 헤밍웨이와 국민당 장군인 위한머우와 촬영한 사진. 1941년 중국 충칭.

겔혼은 1936년 플로리다주 키웨스트로 크리스마스 가족 여행을 떠난 어니스트 헤밍웨이를 처음 만나게 된다. 겔혼은 스페인 내전 취재를 위해 《컬리어스 위클리》(Collier's Weekly)에 고용된 상태였고, 두 사람은 함께 스페인으로 떠나기로 하였다. 둘은 1937년 바르셀로나에서 함께 크리스마스를 보내었다. 독일에서 겔혼은 아돌프 히틀러의 부상에 대해 취재하였으며, 뮌헨 협정이 체결되기 몇달 전인 1938년에는 체코슬로바키아에 머물렀다. 제2차 세계대전 발발 후 겔혼은 이 사건을 소설 《파괴된 들판》(A Stricken Field, 1940)에 나타내었다. 이후 겔혼은 핀란드, 홍콩, 버마, 싱가폴, 잉글랜드 등지에서 종군 기자로 계속 활동하였다.
1944년 6월, 겔혼은 노르망디 상륙작전을 보도하기 위해 영국 정부에 취재 승인을 요청했지만 다른 여성 언론인들과 마찬가지로 신청이 거부되었다. 공식적인 기자증이 없었던 겔혼은 간호사로 위장하였고, 병원선에 승선하여 화장실에 몸을 감추었다. 상륙 이틀 후 겔혼은 수많은 부상자들을 보았고 이후 들것을 직접 나르게 된다. 겔혼은 “나는 손이 닿는 곳이라면 어디든 전쟁을 따라다녔다.”라고 당시를 회상하였다. 겔혼은 1944년 6월 6일 D데이에 노르망디에 상륙한 유일한 여성으로 기록되어 있다.
겔혼은 1945년 4월 29일 미군에 의해 해방된 다하우 강제 수용소에서 보도한 최초의 기자들 중 한 명이었다.
겔혼과 헤밍웨이는 1940년 11월 공식적으로 결혼하기 전 약 4년간 함께 동거하였다(헤밍웨이는 두 번째 부인인 폴린 파이퍼와 1939년까지 함께 살았다). 겔혼이 기자 업무로 인해 부재가 잦자 화가 난 헤밍웨이는 1943년 이탈리아 전선 취재를 위해 핑카 비히아를 떠난 겔혼에게 다음과 같이 편지를 보낸다. “당신은 전쟁 특파원인가, 아니면 내 침대 곁에 있는 아내인가?” 그러나 헤밍웨이 역시 나중에 노르망디 상륙작전 직전에 전선으로 향했고, 겔혼도 헤밍웨이와 함께 전선으로 향했지만 헤밍웨이는 겔혼이 가려는 것을 막으려 하였다. 겔혼은 전쟁으로 폐허가 된 런던에 바닷길을 거쳐 도착하였고(헤밍웨이는 겔혼보다 11일 먼저 영국 왕립 공군 비행기를 타고 도착했는데, 바로 겔혼이 이 비행기에 탈 수 있도록 헤밍웨이에게 부탁하였었다), 겔혼은 헤밍웨이에게 이제 참을만큼 참았다고 말을 하였다. 버니스 커트(Bernice Kert)에 따르면 겔혼은 헤밍웨이에 대해 다음과 같이 묘사하였다. “헤밍웨이는 네 명의 아내 중 그 누구와도 오랫동안 지속하거나 만족스러운 관계를 유지할 수 없었다. 그이는 결혼 생활을 그저 낭만적인 사랑의 바람직한 정점으로 보았을지 모르지만, 이는 곧 자신을 지루하고 불안하며 비판적이고 괴롭힘을 당하게 만들었다.” 1945년, 4년 간의 불안정한 결혼 생활 끝에 두 사람은 이혼하였다.

## 전쟁 이후
전쟁이 끝난 후인 겔혼은 《디 애틀랜틱 먼슬리》에서 근무하며 베트남 전쟁과 1960~70년대 발생한 아랍-이슬라엘 분쟁을 취재하였다. 1979년 70세의 나이가 되었지만 이후 10년 동안 중앙아메리카의 내전을 취재하여 계속 근무하였다. 1989년에는 미국의 파나마 침공을 취재하였고, 이 무렵부터 육체적으로 쇠약해지기 시작하였다. 1990년에는 파나마시티의 빈민가 지역을 직접 방문하며 민간인들의 피해 참상을 보도하였다. 결국 1990년대에 들어서면서 언론계에서 은퇴를 하였다. 백내장 수술을 시도하였으나 실패하여 영구적인 시력 장애가 생겼고, 겔혼은 1990년대 발칸반도의 분쟁을 취재하기에는 스스로도 ‘너무 늙었다’라고 말하기도 하였다. 1995년에는 마지막으로 브라질로 떠나 빈곤 문제에 대해 취재하였고, 이는 문예지 《그랜타》(Granta)에 게재되었다. 급격하게 저하된 시야로 인해 겔혼은 자신의 원고를 읽을 수 없을 정도로 큰 어려움을 겪었다.

## 사망과 유산
말년에 겔혼의 건강은 급격히 쇠약해졌는데, 그는 시력 대부분을 잃었으며 난소암이 간으로 전이되기도 하였다. 1998년 2월 15일 겔혼은 런던에서 사이안화 칼륨(청산가리) 캡슐을 삼켜 자살로 생을 마감하였다.
1999년 그의 이름을 따 마사 겔혼 언론상이 만들어졌다.

## 미디어에서
2012년 개봉한 영화 《헤밍웨이 & 겔혼》에서 니콜 키드먼이 겔혼을 연기하였다.